# Dan Schwarz
Dan Schwarz, artiste martial (kung-fu et Tai-chi chuan), auteur, artiste illustrateur, cascadeur et enseignant français, est l'un des pionniers du Kung Fu (Wushu) de style Shaolin en France. Ancien champion du monde, entraineur et capitaine de l'équipe de France, il a également été Président du Comité National de Kung Fu Wushu et directeur technique fédéral.

## Parcours sportif et titres
Promoteur de l'enseignement reçu à Hong-Kong, à Taiwan et à Shaolin, Dan Schwarz a gagné les championnats du monde (1978) dans la catégorie moins de 60 kg (où il a été le premier Européen à participer) et remporté le Trophée du meilleur combattant styliste. Il a de nouveau participé aux championnats du monde en 1983, où il a terminé 3e en individuel et vice-champion du monde par équipe avec l'équipe nationale ; avant de devenir entraîneur et capitaine de l'équipe de France (fin des années 1980).
Fondateur de l'école Shaolin Tao à Paris, où il enseigne le Kung Fu et le Tai-chi chuan et où ont été formés de nombreux champions de France, d'Europe et du monde, comme Nourredine Zenati, il a été Président du Comité National de Kung Fu Wushu et directeur technique fédéral. Il est le premier praticien français à avoir reçu un 9e dan en kung fu, le 24 février 2024.

## Cascadeur et conseil technique
Défenseur de "l’action vraie, vivante" plutôt que des effets spéciaux, il a été cascadeur - pour la première fois dans "Karatekas and co" avec Jean Marais  -, a participé à de nombreuses démonstrations à Bercy et a fait des tournées en France pour faire connaître le Kung Fu, en particulier avec Chuck Norris et John Liu. Plus récemment, il a été cascadeur dans Taken 2, "La vérité si je mens" en passant par "Mr Hire" et "Les Apprentis" .

## Biographie
Né le 10 novembre 1946 au Pré-Saint-Gervais, Dan Schwarz raconte avoir appris, jeune, le judo et l’escrime, la boxe et le karaté avant de découvrir par hasard le Kung Fu en 1964, à 17 ans et d'aller l'étudier à Hong-Kong dans l'école de Yip-Man, où il a été le premier élève européen - parallèlement à des études de droit (Licence) et aux Beaux-Arts ; il a illustré lui-même les ouvrages pédagogiques présentant le kung fu qu'il fait paraître depuis les années 1970.
Liste sélective d'ouvrages publiés :
- Kung-fu wushu pour tous, Budo éditions, rééd. 2024, 3 v[10].
- Taichi chuan pour tous : programme d'apprentissage en images. Volume 1, La forme des huit pas, Budo éditions, rééd. 2024
- Kung fu, wushu : techniques du style de Shaolin, Budo éditions, 2006
- Kung-fu : assouplissements, techniques de bras, techniques de jambes, tao chuan, 1977